# Groß Naundorf
Groß Naundorf (or Gross Naundorf) là một đô thị thuộc huyện Wittenberg, bang Saxony-Anhalt, Đức.